# Edme Champion
Pour les articles homonymes, voir Champion (homonymie).
Edme Champion dit Le Petit Manteau bleu (né le 13 décembre 1764 à Châtel-Censoir (France) où il est mort le 2 juin 1852) est un bijoutier parisien qui, enrichi, devint bienfaiteur des pauvres.

## Biographie
Fils d’un compagnon de rivière sur l’Yonne, Edme Champion naît le 13 décembre 1764 à Châtel-Censoir. Orphelin à 14 ans, il part pour Paris où il est recueilli par une de ses tantes paternelles demeurant rue Tiquetonne (2e arrondissement de Paris). Il suit alors un apprentissage de bijoutier avec deux maîtres dont Martial de Poilly, maître bijoutier rue Saint-Germain-l’Auxerrois.
Quand la Révolution éclate, Edme Champion adhère aux idéaux révolutionnaires. Il se marie avec Edmée Jobbé, fille de bijoutiers de Versailles, en 1794. Arrêté en 1795, il est libéré quelques jours après son emprisonnement, grâce à sa femme.
Sous le Directoire, le Consulat et l’Empire, ses affaires prospèrent. Installé au Palais Royal, depuis 1811, il se retrouve à la tête d’une importante fortune. Il décide en 1824 de vendre son fonds. Il a acheté en 1818, l’immeuble situé au 15 rue de Valois, correspondant aux 4 arcades de la galerie de Valois.
Ses deux enfants ne reprennent pas le commerce de leur père. Aimée se marie avec Antoine Dufaÿ, marchand papetier puis il deviendra libraire éditeur. Théodore se marie avec Agathe Boucher.
À partir de 1824, Edme Champion s’attache à soulager la misère. Il vient en aide aux familles ouvrières, sans travail ou dans le besoin, en leur distribuant des soupes et du pain en hiver. Sa générosité est récompensée par le roi Louis-Philippe qui lui accorde la Croix de la légion d’honneur en 1831. En 1848, sans être candidat aux élections, il recueille 40 000 voix à la suite d’un appel en sa faveur.
Il s’éteint le 2 juin 1852, à l’âge de 88 ans à Châtel-Censoir, mais il est enterré avec son épouse, Edmée Jobbé, au cimetière du Père-Lachaise (1re division).
Le petit manteau bleu qu’il portait souvent l’a fait désigner sous ce nom, par les pauvres qu’il secourait, qui est ensuite passé dans le langage courant pour nommer un bienfaiteur.

## Décoration
- Chevalier de la Légion d'honneur (1er mai 1831)[2]

## Littérature
Le "petit manteau bleu" est évoqué par les Goncourt dans leur roman Manette Salomon, 1867 (chapitre XXVIII) comme une appellation générique désignant le type de l'homme providentiel. 
Il est évoqué par Eugène Sue dans Les Mystères de Paris (1842-1843) : « Qu'on nous permette de mentionner ici avec une vénération profonde le nom de ce grand homme de bien, M. Champion, que nous n'avons pas l'honneur de connaître personnellement, mais dont tous les pauvres de Paris parlent avec autant de respect que de reconnaissance. » (Robert Laffont, coll. Bouquins, p. 1077).
Il est aussi évoqué sous son sobriquet par Alexandre Dumas dans Le Comte de Monte-Cristo : "...  je suis une espèce de philanthrope, et peut-être un jour irai-je à Paris pour faire concurrence à M. Appert et à l'homme au Petit Manteau Bleu."